# Агент грин

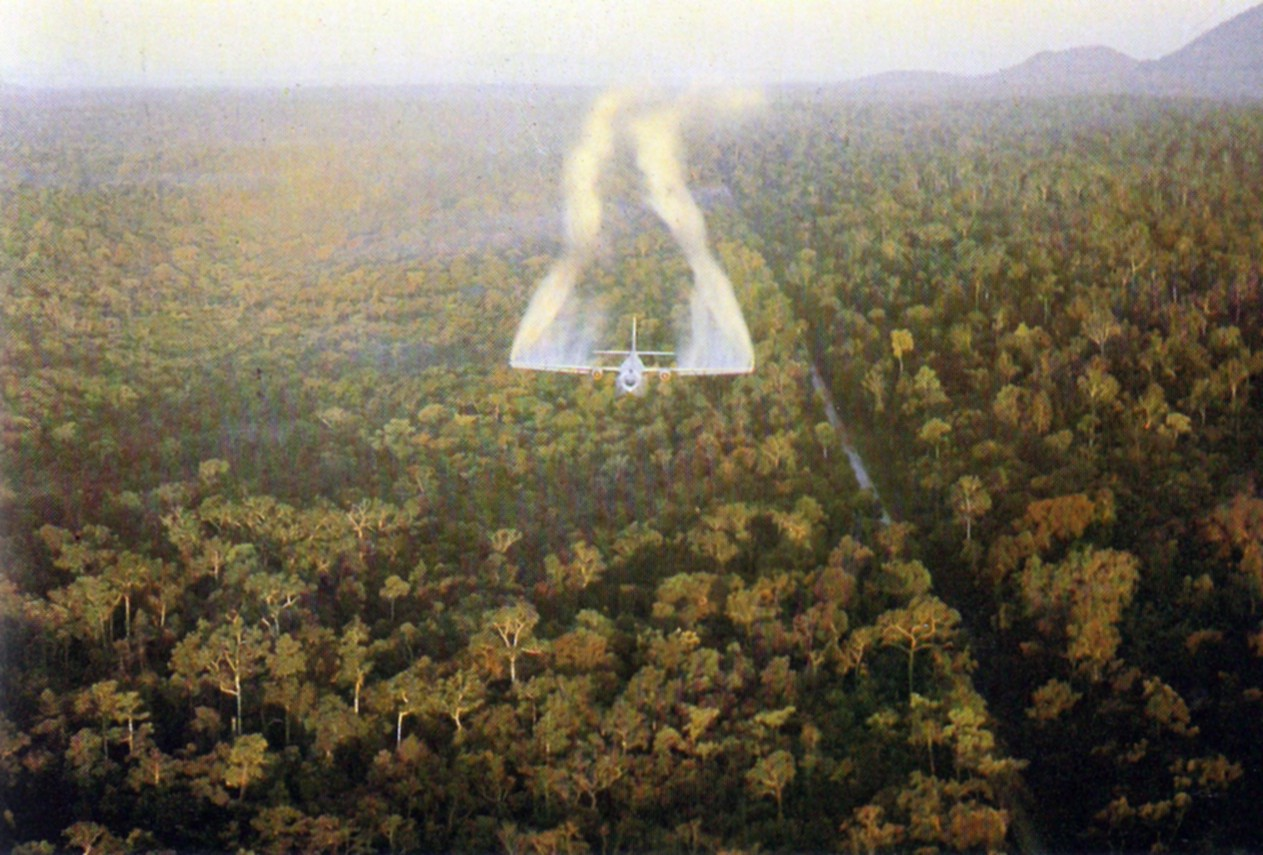
Операция Ranch Hand, распыление дефолианта, 1962 год

Агент грин, «эйджент грин» (англ. Agent Green, зелёный реагент) — кодовое название смеси мощных гербицидов и дефолиантов, которую американские военные использовали в экологической войне против Вьетнама. Название происходит от зелёной полосы, нарисованной на бочках, в которые расфасовывали эту смесь. Во многом вдохновлённый использованием гербицидов и дефолиантов во время британской войны в Малайе, он был одним из так называемых «радужных гербицидов». Агент грин использовался только в период между 1962 и 1964 годами, в начале испытательных этапов программы распыления гербицидов.

## Технология применения
Агент грин смешивался с агентом пинк и использовался для уничтожения урожая.

## Производство
В общей сложности было произведено 20 000 галлонов этого агента. Химикат производился по заказу Министерства обороны США американскими компаниями «Доу Кемикэл» и «Юнион Карбайд», а также совместным предприятием «Мобай» (западногерманской компании «Байер» и американской «Монсанто»).

## Химический состав
Единственный активный ингредиент агента грин — 2,4,5-трихлорфеноксиуксусная кислота (2,4,5-Т), один из распространенных фенокси-гербицидов той эпохи. Ещё до начала операции Ranch Hand (1962—1971) было известно что в качестве побочного продукта синтеза 2,4,5-Т образуется диоксин 2,3,7,8-тетрахлордибензодиоксин (ТХДД), который присутствовал в любой из смесей, содержавших этот гербицид. Поскольку единственным активным компонентом агента грин был 2,4,5-Т, также как и в аналогичном агенте пинк и ранее произведённых партиях 2,4,5-Т с более высоким содержанием ТХДД, содержание в нём диоксинов во много раз превышало средний уровень диоксинов в агенте оранж.